# トポロジカルドメイン

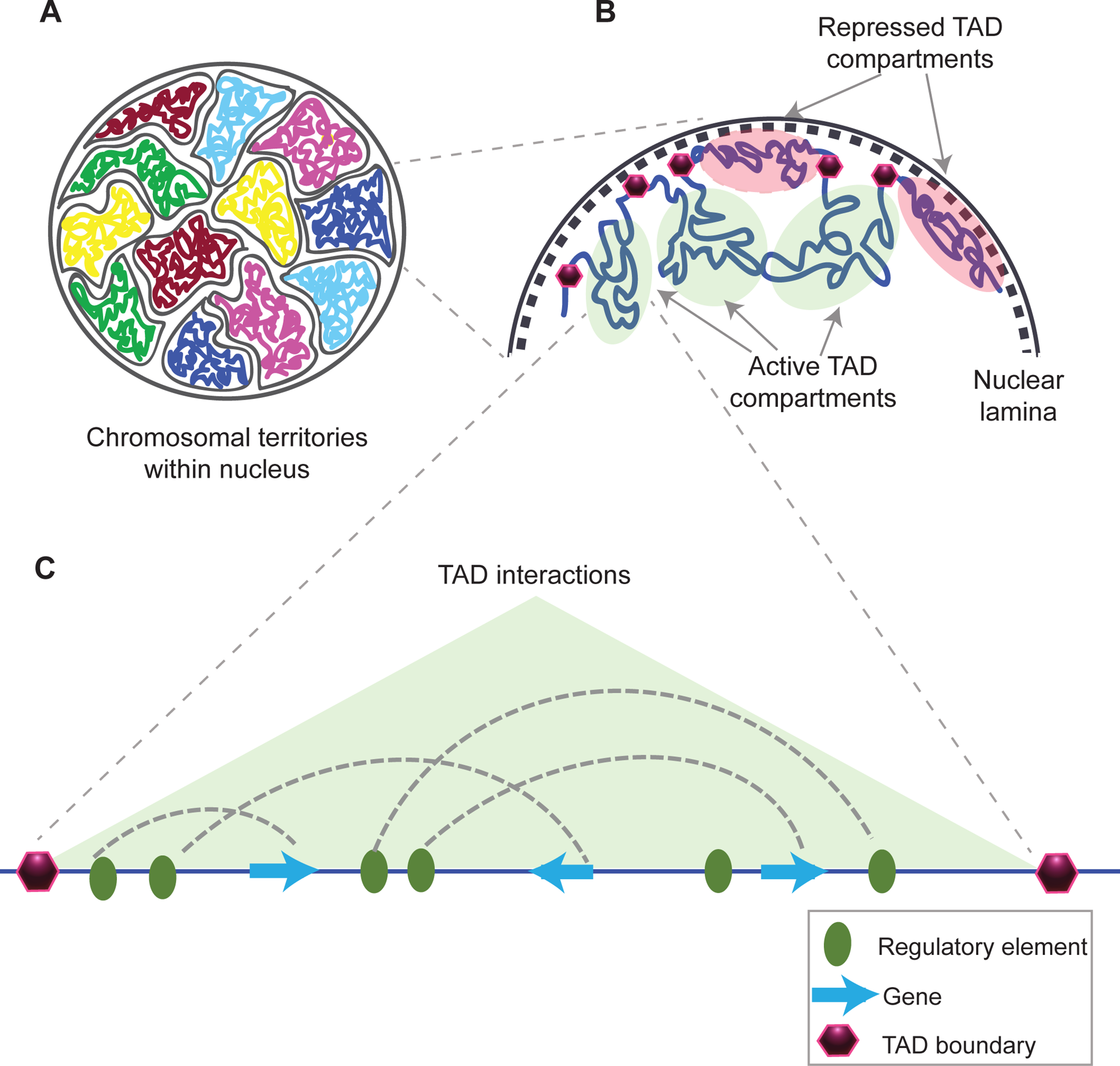
染色体テリトリー内のTADとその境界、TAD内での相互作用

トポロジカルドメイン（英: topological domain, topologically associating domain、略称: TAD）はゲノム内の自己相互作用領域であり、すなわち各TAD内のDNA配列は外部の配列よりも高頻度で内部の配列と物理的相互作用を行う。マウス細胞におけるTADのサイズの中央値は880 kbであり、哺乳類以外の細胞でも同程度の大きさである。哺乳類では、TAD間の境界は細胞種、さらには生物種を越えて保存されており、CTCFやコヒーシンに非常に富む領域となっている。さらに、一部の種類の遺伝子（tRNA遺伝子やハウスキーピング遺伝子）はTAD境界の近傍により高頻度で存在している。
TADの機能は十分には理解されておらず、いまだ議論が行われている。大部分の研究では、TADはエンハンサー-プロモーター間相互作用を各TAD内に限定することで遺伝子発現を調節していることが示されているが、一方でTADの構成を変化させても大部分の遺伝子の発現には変化がみられないことも報告されている。TAD境界の破壊はがんのほか、多合指症、Cooks症候群、F症候群（先端・胸・椎体異形成症、F-form of acro-pectoro-vertebral dysplasia）といった四肢の奇形、脳梁形成不全や成人発症脱髄性白質脳症といった脳疾患など、広範囲の疾患と関係していることが知られている。
TAD形成の根底にある機構もまた複雑であり、十分には解明されていない。しかしながら、いくつかのタンパク質複合体やDNAエレメントがTAD境界と関係していることが知られている。CTCFやコヒーシンタンパク質の助けのもとで行われるTAD形成のモデルとして、"handcuff"モデルや"loop extrusion"モデルが提唱されている。さらに、TAD境界部位の剛性がドメイン間のinsulationやTAD形成を引き起こしている可能性も提唱されている。

## 発見と多様性
TADは、優先的に相互接触を行うDNA領域として定義される。TADは2012年に、Hi-Cなどの染色体立体配座捕捉法（3C法）を用いて発見された。TADは、ショウジョウバエ、マウス、植物、菌類、ヒトのゲノムなど複数の種で存在が示されている。細菌では、chromosomal interacting domain（CID）と呼ばれる。

## 解析ツールとデータベース
TADの位置は、Hi-Cデータに特定のアルゴリズムを適用することで定義される。一例として、TADは"directionality index"と呼ばれる、特定のゲノム領域においてその上流域または下流域との相互作用にどの程度偏りがあるかを定量化する指標によって同定される。Directionality indexは 40kbのビンサイズで計算され、各ビン内のリードのペアリードがビンの上流と下流のどちらにマッピングされるかが観察される（リードペアの距離は2Mb以内であることが必要である）。正のdirectionality indexはリードペアが上流よりも下流に多く位置していることを、負の場合はその逆を意味する。この値はTADの境界付近では大きく変化することとなり、TADを同定することができる。
Juicebox、HiGlass/HiPiler、The 3D Genome Browser、3DIV、3D-GNOME、TADKBといった専門的なゲノムブラウザと可視化ツールが開発されており、さまざまな細胞種で目的のゲノム領域のTAD構成を可視化することが可能となっている。

## 形成機構

コヒーシンリングを介した、DNAループの押し出し

CTCFやコヒーシン複合体など、いくつかのタンパク質がTAD形成と関係していることが知られている。TAD境界に必要な構成要素が何であるかは不明であるが、哺乳類細胞ではこうした領域にはCTCFが比較的高レベルで結合していることが示されている。さらに、一部の種類の遺伝子（tRNA遺伝子やハウスキーピング遺伝子）はTAD境界近傍に高頻度で位置している。
計算機シミュレーションでは、コヒーシンモーターによってクロマチンのループ構造が押し出されることでTADが形成されうることが示されている。この"loop extrusion"モデルでは、コヒーシンがクロマチンへ結合して内部へ引き込むモーターとして作用することで、クロマチンが押し出されてループが形成される。コヒーシン複合体は、クロマチンに結合したCTCFタンパク質に出会うまで両側のクロマチンを押し出し続ける。CTCFと出会うことで押し出しは停止し、クロマチンループのアンカーとしてTAD境界が形成される。実際にin vitroでは、コヒーシンがATP依存的にDNAループを押し出し続け、CTCF結合部位で停止することが観察されている。また、コヒーシンは動的にクロマチンから解離しうるため、このモデルはTAD（や関連するクロマチンループ）は動的かつ一過的な構造であることを示唆しており、このことはin vivoでの観察と一致する。しかしながら、一部のin vitroデータでは観察されるループがアーティファクトである可能性も示されている。
TAD形成に関しては、他の機構も提唱されている。一部のシミュレーションでは、転写によって生じた超らせんによってコヒーシンのTAD境界への再局在が引き起こされる、または受動的に拡散するコヒーシンの"slip link"によってTADが形成される、といった機構が示唆されている。

## 性質

### 保存性
TADは、異なる細胞種（例えば幹細胞と血液細胞など）の間や、さらに特定の事例では種間でも比較的保存されていることが報告されている。

### プロモーター-エンハンサー相互作用との関係
観察されるプロモーターとエンハンサーとの間の相互作用の大部分は、TAD境界を越えることはない。CRISPRによる関連領域の除去などによってTAD境界を除去すると、新たなプロモーター-エンハンサー相互作用が形成される。こうした変化は近傍の遺伝子発現に影響を与え、調節異常によって四肢の奇形（多指症など）が引き起こされることがヒトやマウスで示されている。
計算機シミュレーションでは、転写によって引きこされるクロマチン繊維の超らせん構造の形成がTAD形成機構となりうること、そして同じTAD内に位置するエンハンサー-プロモーター間の効率的相互作用を保証する機構ともなりうることが示されている。

### ゲノムのその他の構造的特徴との関係
DNA複製の単位となる複製ドメインはTADと関係していることが示されており、複製ドメインの境界はTAD境界との一致がみられる。TADの機能的根底には、CTCF/コヒーシン結合領域によって形成されるDNAループであるinsulated neighborhood構造があることが提唱されている。

## 疾患における役割
TAD境界の破壊は近傍遺伝子の発現に影響を与え、疾患の原因となる。
例えば、TAD境界の破壊をもたらすゲノム構造変異はヒトの四肢の奇形など、発生過程と関連した疾患の原因となることが報告されている。さらにいくつかの研究では、TAD境界の破壊や再編成は、T細胞急性リンパ性白血病（T-ALL）、神経膠腫、肺がんなど特定のがんの成長に有利になるというエビデンスが得られている。

## ラミナ結合ドメイン

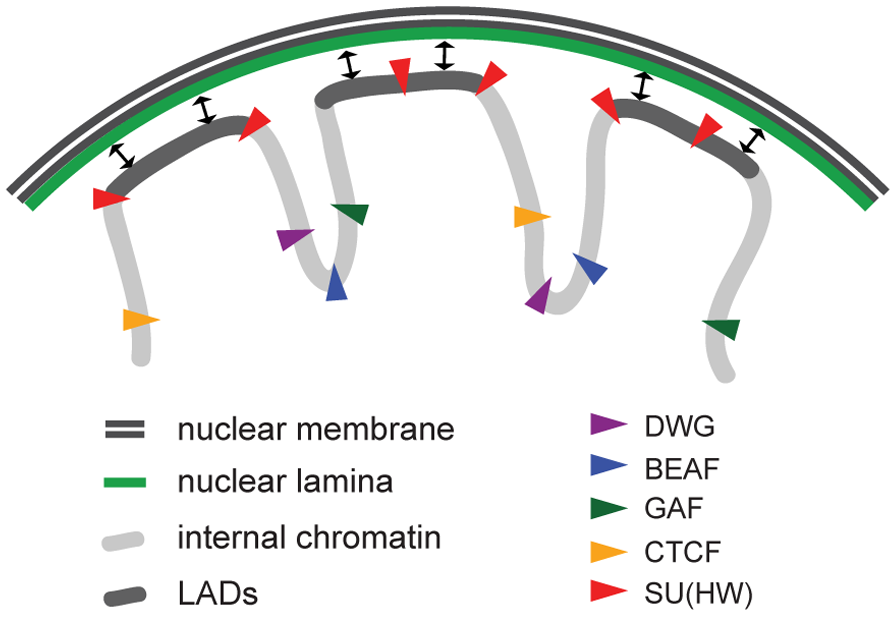
LAD（濃い灰色）とそこに相互作用するタンパク質。核ラミナは緑色の曲線で示されている。

ラミナ結合ドメイン（lamina-associated domain、LAD）は、核膜内膜上のネットワーク構造である核ラミナと高度に相互作用するクロマチン領域である。LADは主に転写がサイレンシングされたクロマチン領域によって構成され、ヒストンH3のリジン27番残基のトリメチル化（H3K27me3）に富んでいる。この修飾は、ヘテロクロマチンに多くみられる翻訳後修飾である。LADの周縁部にはCTCF結合部位が存在する。